# Marx Reloaded
Pour plus de détails, voir Fiche technique et Distribution.
Marx Reloaded est un téléfilm documentaire culturel qui examine le rapport entre les idées du socialiste et philosophe allemand Karl Marx et la crise économique de 2008.
Réalisé et écrit par le théoricien Jason Barker, et produit par Medea Film pour les chaînes de télévision Arte et ZDF, Marx Reloaded comprend des interviews avec  des philosophes associés aux courants de pensée marxistes, y compris ceux comme Slavoj Žižek qui croient au retour du communisme. Le film présente également des séquences d’animation suivant les aventures de Marx à travers une parodie intellectuelle du Matrix, un film de science-fiction réalisé par Andy et Larry Wachowski et sorti en 1999.
Parmi les interviews avec des philosophes: John Gray, Michael Hardt, Antonio Negri, Nina Power, Jacques Rancière, Peter Sloterdijk, Slavoj Žižek.

## Fiche technique
- Réalisation et scénario : Jason Barker
- Interviews : John Gray, Michael Hardt
- Productrice : Irene Höfer
- Sociétés de production : ZDF, Medea Film Factory, Films Noirs
- Genre : documentaire
- Durée : 52 minutes
- Date de diffusion : 2011